# High School Musical: Making the Cut
High School Musical: Making the Cut è un videogioco sviluppato dalla Artificial Mind and Movement e pubblicato dalla Buena Vista Games nel 2007 per la console Nintendo DS. Il gioco è tratto dal film High School Musical.

## Modalità di gioco
Il gioco contiene le seguenti canzoni
- Start of Something New
- Get'cha Head in the Game
- What I've Been Looking For
- What I've Been Looking For (Reprise)
- Stick to the Status Quo
- When There Was Me and You
- Bop to the Top
- Breaking Free
- I Can't Take My Eyes Off of You
- We're All in This Together
- What Time Is It?
- I Don't Dance